# Javaanse brilvogel
De Javaanse brilvogel (Zosterops flavus) is een zangvogel uit de familie Zosteropidae (brilvogels) die voorkomt in de Indische Archipel.

## Kenmerken
De Javaanse brilvogel is gemiddeld 9,5 cm lang met een opvallend gele borst, buik en voorhoofd. Verder is de vogel van boven licht olijfgroen.

## Verspreiding en leefgebied
De vogel heeft een zeer verbrokkeld verspreidingsgebied langs de zuid- en westkust van Borneo en de noordkust van Java. Hij komt daar voor in mangrovebos en gebieden met struikgewas, resten van regenbos en verspreide boomgroepen langs kusten.

## Status
De grootte van de populatie is niet gekwantificeerd, maar is plaatselijk, kan de vogel plotseling talrijk voorkomen. Het verspreidingsgebied is echter sterk versnipperd en het leefgebied mangrovebos moet in hoog tempo plaatsmaken voor ander landgebruik. Daarnaast wordt de vogel op grote schaal met netten gevangen voor de handel in kooivogels. De Javaanse brilvogel staat daardoor sinds 2016 als kwetsbaar (voor uitsterven) op de Rode Lijst van de IUCN.